# Râul Burloaia
Râul Burloaia este un curs de apă, afluent al râului Cracău. 